# هديل عبود
هديل عبود (مواليد 21 أكتوبر 1999) هي رياضية ليبية.  شاركت في سباق 100 متر سيدات في دورة الألعاب الأولمبية الصيفية 2020.  قطعت هديل عبود مسافة السباق بزمن قدره (12.70) ثانية وحلّت في المركز الخامس.